# NGC 184
NGC 184 es una galaxia espiral localizada en la constelación de Andrómeda.